# Батарея (парк)
Батаре́я, у неофіційних джерелах і до 2015 року звалася Бе́ттері-парк (англ. Battery Park) — громадський парк на півдні острова Мангеттен у Нью-Йорку, США. Займає площу 10 га. Розташований на місці історичних фортифікаційних споруд, здавна є популярним містом відпочинку містян.

## Історія

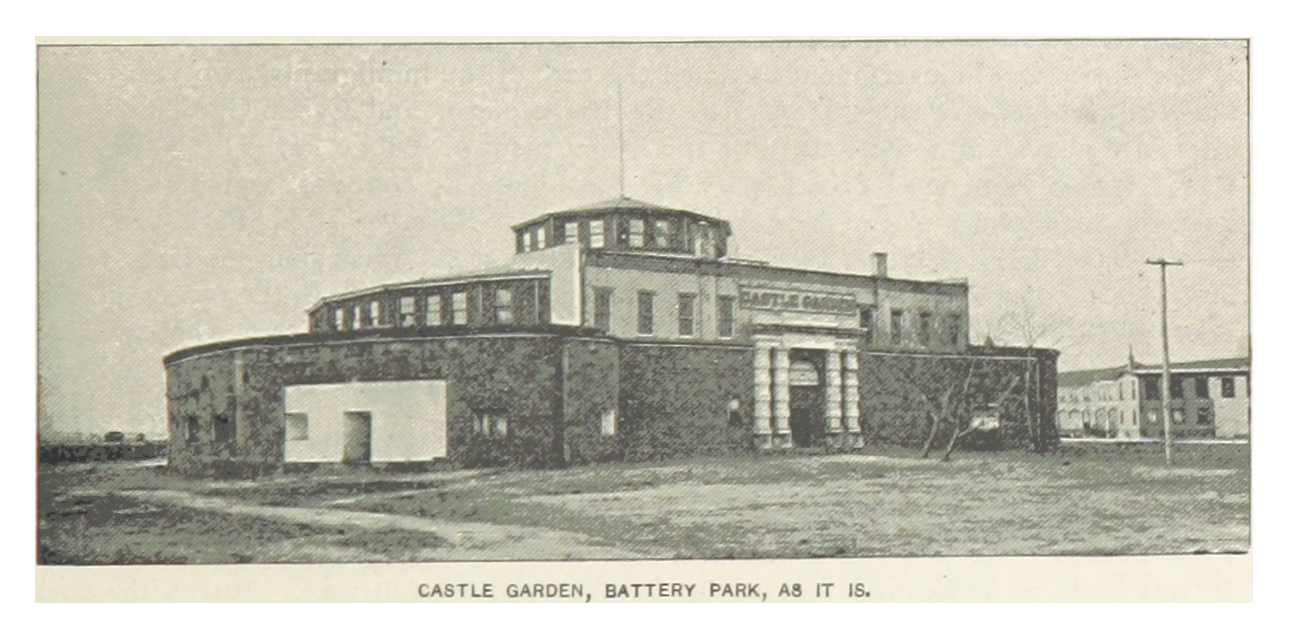
Вигляд Касл-Клінтон (Касл-Гарден) у 1893 році.

У XVII сторіччі на південному березі Мангеттена голландські колоністи збудували артилерійську батарею, яка слугувала їм для захисту від нападів британців з моря. Після перемоги американців у війні за незалежність ця місцевість, яка вже у той час носила сучасну назву Батарея, стала осередком святкування Дня Евакуації. 1812 року частину захисних споруд оновили, зокрема збудували трохи західніше на штучному острівці фортецю, яка пізніше отримала назву Касл-Клінтон. До 1855 року між цим острівцем і Мангеттеном було насипане сміттєзвалище, таким чином утворилася суцільна ділянка суходолу — саме вона і стала територією сучасного парку, залишивши за собою історичну назву. Колишня берегова лінія Мангеттену перетворилась на вулицю Стейт-стріт, а з історичної забудови гавані до сьогодні зберігся лише дім Джеймса Вотсона. У XIX сторіччі Батарея стала улюбленим місцем прогулянок містян, згадку про це можна віднайти навіть у художніх творах, зокрема у романі Германа Мелвілла «Мобі Дік».
З 1940 по 1952 рік під Батареєю прокладали підземні переходи і тунелі, внаслідок чого частину парку довелось закрити. Після завершення будівництва територію парку розширили до 0,81 га. 1963 року Батарею включили до так званого Гарбор-парку — групи історичних пам'яток на мангеттенській набережній. Пізніше її територія збільшилась до 10 га. У XX сторіччі цю місцину часто називали Беттері-парком, однак 2015 року було офіційно повернуто історичну назву Батарея.

## Опис

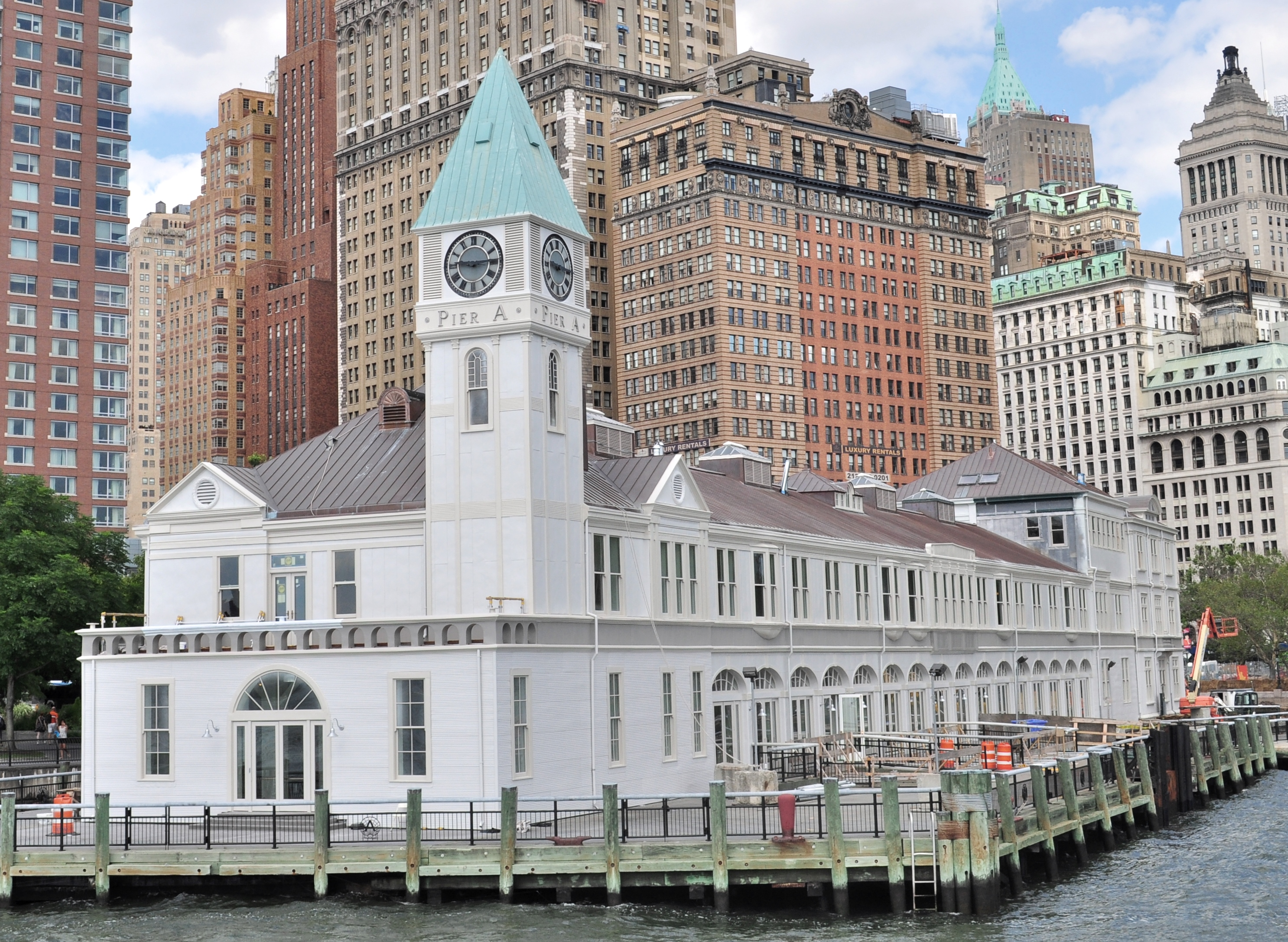
Причал А на тлі мангеттенських хмарочосів.

Батарея охоплює мис, розташований на південній околиці острова Мангеттен. З півдня її оточують води Нью-Йоркської затоки, а з півночі обмежує вулиця Беттері-Плейс. В межах Батареї розташовані два транспортних вузли: міський причал А на річці Гудзон та Вайтгольський поромний термінал, розташований у місці злиття Гудзона й Іст-Ривер. Від цього терміналу відходять пороми до островів Стейтен-Айленд, Елліс, Свободи, а влітку — ще й до острова Говернорс. У північно-західній частині парку знаходиться Касл-Клінтон, у північній частині розташовані пам'ятник Сфера, Сад Надій, Військовий меморіал Східного узбережжя, у західній частині — Меморіал американським торговельним морякам. Крім того, по всій території парку встановлено інші пам'ятники визначним особистостям.

### Касл-Клінтон
Цей форт збудували під назвою Західна батарея, а згодом перейменували на честь мера Девітта Клінтона. Після 1812 року він перейшов у власність міста і був перетворений на пивний садок під назвою Касл-Гарден. Пізніше він неодноразово змінював своє призначення: Касл-Клінтон в різні часи працював як театр, імміграційне бюро, акваріум. 1946 року набув статусу національної пам'ятки, а 2009 року навіть перевершив за відвідуваністю найбільш знану пам'ятку США — статую Свободи.

### Меморіали
Сфера — пам'ятник Фрітца Кеніга, присвячений миру в світі, який забезпечує світова торгівля. Початково Сфера була встановлена у Всесвітньому торговому центрі, зруйнованому внаслідок теракту 11 вересня 2001 року. Через п'ять місяців після трагедії пам'ятник відновили у північно-східній частині Батареї, де він тривалий час стояв поблизу пам'ятного флагштока Нідерландів. Восени 2017 року Сферу остаточно перенесли до Парку Свободи у новозбудованому Всесвітньому торговому центрі.
Сад Надій — це меморіал, присвячений жертвам СНІДу.
Військовий меморіал Східного узбережжя зведено на честь американських військових, що загинули у битві за Атлантику. Він складається з восьми гранітних пілонів, на яких викарбувано імена 4609 загиблих. Пілони оточують статую орла.
На кінці молу міського причалу А 8 жовтня 1991 року встановили ще один пам'ятник — Меморіал американським торгівельним морякам. Він являє собою торгове судно, що потопає із чотирма моряками, причому фігура одного з них розташована на рівні води і під час припливу занурюється цілком. Цей пам'ятник відтворює історичну фотографію, зроблену з німецького підводного човна в часи Другої світової війни.
Крім цих пам'ятників у Батареї можна побачити ще три військових меморіали: пам'ятник операторам бездротового зв'язку, що загинули зі своїми кораблями, Меморіал ветеранам Корейської війни, і Меморіал береговій охороні Другої світової війни.
| |  |  |  |
| Зліва направо:Сфера, Меморіал Східного узбережжя, Меморіал американським торгівельним морякам, статуя Джованні да Верраццано. |  |  |  |

### Пам'ятники
Серед пам'ятників особам слід зазначити такі: статую Джованні да Верраццано — першого європейця, що заплив до Нью-Йоркської затоки, пам'ятник Валлонам, присвячений пам'яті Джессі де Фореста — одного з засновників Нью-Амстердама (стара назва Нью-Йорка), пам'ятник Джону Ерікссону, винахіднику кораблів зі сталевою оболонкою, та пам'ятник іммігрантам.

### Інші атракції

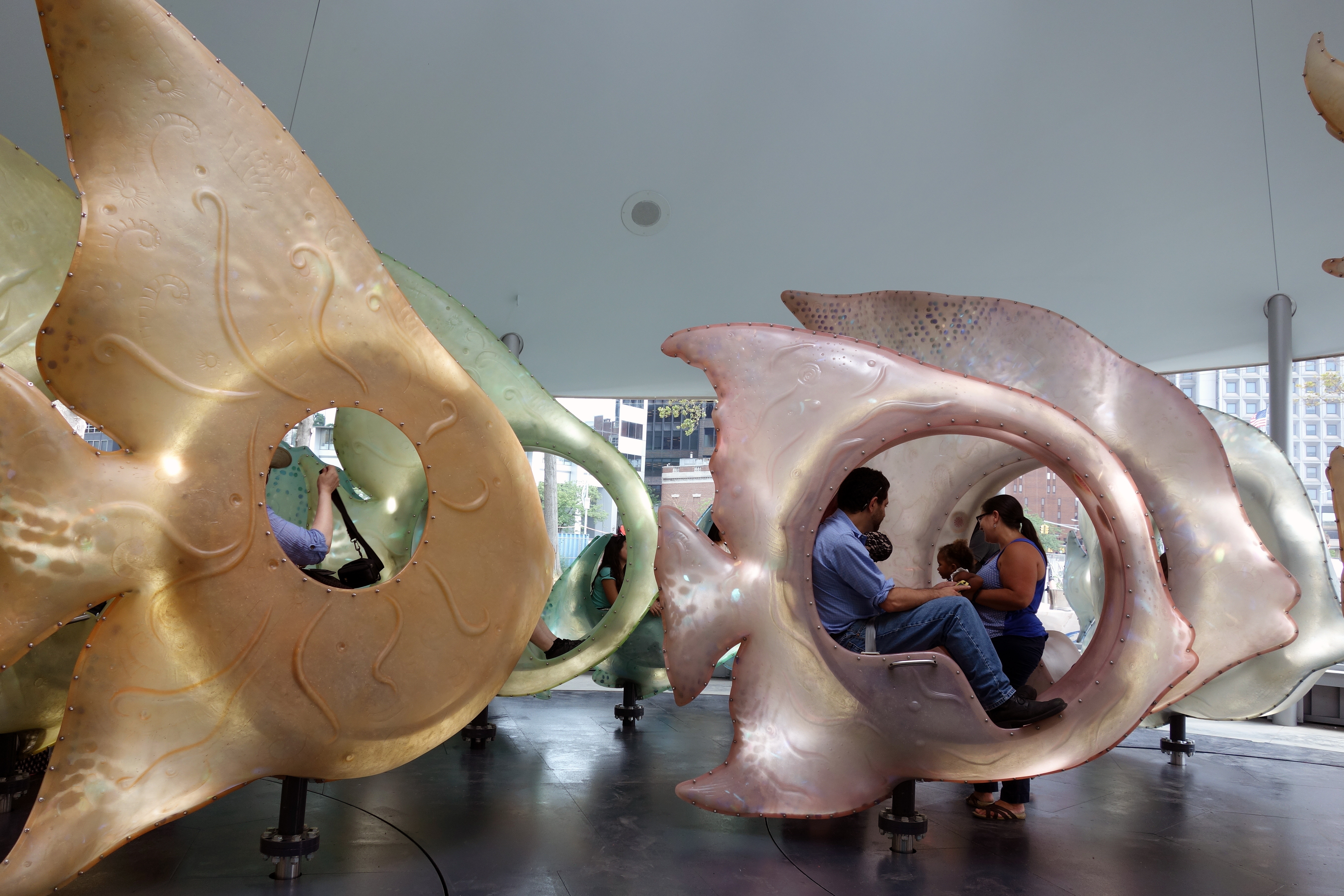
Карусель «Морське скло».

Батарея як історичне місце, насичене пам'ятками, витворами мистецтва і місцями спомину не передбачає активних розваг, втім її часто використовують як місце для прогулянок. Виняток з цього правила становить карусель «Морське скло», облаштована в пам'ять про Нью-Йоркський акваріум, який працював у Касл-Клінтоні деякий час. Зелені насадження Батареї надихнули дизайнерів Дуга і Майка Старнів прикрасити станцію метрополітену Саут-Феррі оздобами у вигляді ажурного гілля і листя.
З 2003 по 2014 рік визитівкою Батареї була дика індичка Зельда. Вона оселилась тут самостійно і попри відсутність пари була прив'язана до свого середовища. Зельду не відлякали ані відвідувачі, ані ураган Сенді. Досягши поважного віку, що перевищував природний для птахів її виду, вона загинула під колесами автомобіля.